# Bracken
Bracken var en civil parish från 1866 till 1935 då den blev en del av Watton, i grevskapet East Riding of Yorkshire, i England. Civil parish var belägen 9 km från Driffield och hade 25 invånare år 1931. Byar nämndes i Domedagsboken (Domesday Book) år 1086, och kallades då Brachen.